# Istanbul Üniversitesi SK
Istanbul Üniversitesi Spor Kulübü (of simpelweg İÜSK) is een professioneel Turks damesbasketbalteam uit Istanboel. De club is veelal actief in de hoogste damesbasketbaldivisie van Turkije, de Türkiye Bayanlar Basketbol Ligi, maar degradeerde in 2019 naar de Türkiye Kadınlar Basketbol Ligi. De thuiswedstrijden van het groen-gele team worden gespeeld in de Avcılar Spor Salonu.
Istanbul Üniversitesi SK is de professionele sportclub van een van de grootste Turkse universiteiten, Istanbul Üniversitesi. Bij de club kan men (al dan niet op professioneel niveau) naast basketballen ook voetballen, volleyballen, handballen, tafeltennissen, schermen, worstelen, tennissen, en karate en atletiek beoefenen.
De damesbasketballers van Istanbul Üniversitesi SK zijn eenmaal kampioen geworden van Turkije. Dit was in het seizoen 1988/89 toen men ook de Presidentsbeker won. Verder werd de club in 2001/02 kampioen van de tweede Turkse basketbaldivisie zonder één wedstrijd te verliezen.

## Erelijst
| Nationaal             |    |      |
| Landskampioen Turkije | 1x | 1989 |